# Oskar Thierbach

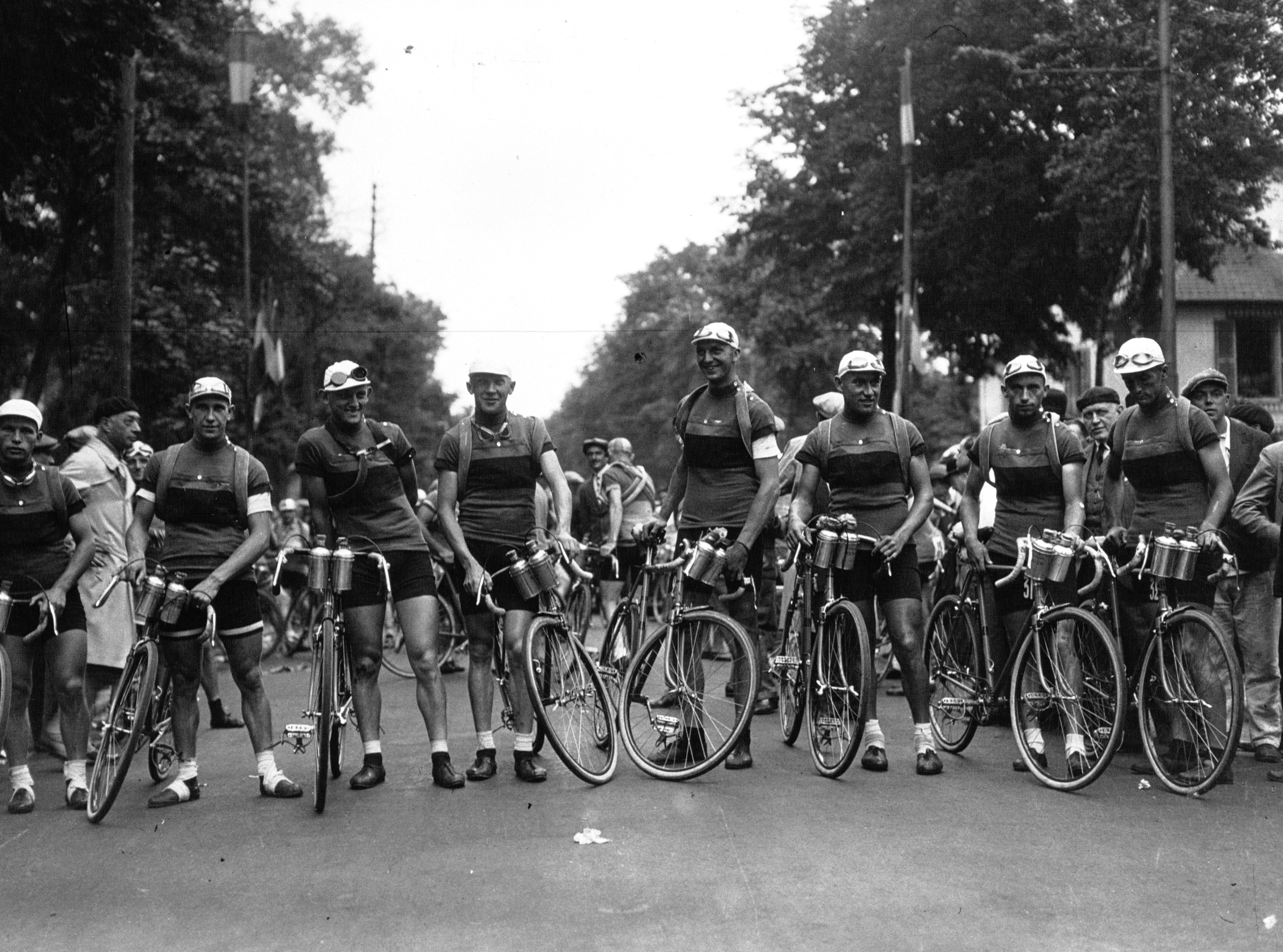
Die deutsche Nationalmannschaft bei der Tour de France 1932 mit Oskar Thierbach (4. v. l.)

Oskar Thierbach (* 11. Februar 1909 in Dresden oder Robschütz; † 6. November 1991 in Solingen) war ein deutscher Radrennfahrer.
Oskar Thierbach gewann als Amateur 1929 die Ungarn-Rundfahrt. Er war Profi-Radrennfahrer von 1930 bis 1939 und von 1948 bis 1952; in der Zeit vor dem Zweiten Weltkrieg war er einer der stärkten Straßenfahrer Deutschlands. In diesen Jahren startete er sechsmal bei der Tour de France; seine beste Platzierung war ein siebter Rang in der Gesamtwertung 1932. 1935 wurde er Zehnter, 1932 Elfter, 1930 belegte er den 13. Rang und 1937 den 14. Seine schlechteste Platzierung war ein 23. Platz im Jahre 1933. Viermal war er in der Tour de Suisse am Start, einmal im Giro d’Italia und fünfmal in der Deutschland-Rundfahrt.
1930 belegte Thierbach, der für Brennabor startete, den vierten Rang in der Gesamtwertung der Deutschlandrundfahrt, 1931 den zweiten Rang in der Gesamtwertung der Rundfahrt, 1937 den siebten und 1939 nochmals den vierten Rang. 1934 gewann er die Harzrundfahrt. 1935 wurde er deutscher Vize-Meister im Straßenrennen hinter Bruno Roth und Zweiter bei Rund um Berlin.
Nach dem Krieg wurde Thierbach wieder aktiv und fuhr zunächst Bahnrennen in Ostdeutschland. 1948 ging er nach Solingen und startete für die Mannschaft des Fahrradproduzenten Patria WKC. Bei der Deutschland-Rundfahrt 1948 mit dem offiziellen Namen Grünes Band der IRA wurde er 13. Ende 1952 beendete er seine aktive Laufbahn und eröffnete in Solingen-Ohligs ein Tapetengeschäft.